# Poza skałami
Poza skałami (ang. Beyond the Rocks) – amerykański film niemy w reżyserii Sama Wooda z 1922 roku. Była to jedyna produkcja, w której wspólnie zagrały największe gwiazdy kina niemego: Gloria Swanson i Rudolph Valentino. Przez wiele lat film uznawano za zaginiony. Odnaleziono go w Holandii w 2000 roku.

## Obsada
- Gloria Swanson – Theodora Fitzgerald
- Rudolph Valentino – Lord Bracondale
- June Elvidge
- Alec B. Francis
- Edythe Chapman

## Fabuła
Theodora Fitzgerald poślubia dużo starszego mężczyznę, by pomóc finansowo ojcu tonącemu w długach. Piękna kobieta kocha jednakże innego mężczyznę, Lorda Bracondale.